# Silk City
Silk City est un duo composé du DJ américain Diplo et du DJ anglais Mark Ronson. Le duo a collaboré avec des artistes incluant Dua Lipa, Daniel Merriweather, Mapei, GoldLink, Ellie Goulding et Desiigner.

## Histoire
Le 2 janvier 2018, les DJs Diplo et Mark Ronson annoncent un projet nommé Silk City. Le duo sort son premier single Only Can Get Better avec Daniel Merriweather le 25 mai 2018. Le titre est suivi par Feel About You avec Mapei, et Loud avec GoldLink et Desiigner.
Le quatrième single Electricity sort le 6 septembre 2018, en collaboration avec la chanteuse anglaise Dua Lipa, et obtient le Grammy Award du meilleur enregistrement dance. Un EP éponyme sort le 13 avril 2019, uniquement au Royaume-Uni et au format vinyle. Le 22 janvier 2021, le duo sort le single New Love, en collaboration avec la chanteuse anglaise Ellie Goulding.

## Discographie

### Extended play
| Titre          | Détails                                                              |
| -------------- | -------------------------------------------------------------------- |
| Electricity EP | - Sorti: 13 avril 2019 (R-U) - Label: Columbia - Formats: Vinyle 12" |

### Singles
| Titre                                                                          | Année | Meilleures positions | Meilleures positions | Meilleures positions | Meilleures positions | Meilleures positions | Meilleures positions | Meilleures positions | Meilleures positions | Meilleures positions | Meilleures positions | Meilleures positions | Meilleures positions | Meilleures positions | Certifications                                                      | Album          |
| Titre                                                                          | Année | R-U                  | É-U                  | É-U Dance            | ALL                  | AUS                  | BEL (FL)             | BEL (WAL)            | CAN                  | FRA                  | IRL                  | P-B                  | SUE                  | SUI                  | Certifications                                                      | Album          |
| ------------------------------------------------------------------------------ | ----- | -------------------- | -------------------- | -------------------- | -------------------- | -------------------- | -------------------- | -------------------- | -------------------- | -------------------- | -------------------- | -------------------- | -------------------- | -------------------- | ------------------------------------------------------------------- | -------------- |
| Only Can Get Better (featuring Daniel Merriweather)                            | 2018  | —                    | —                    | —                    | —                    | —                    | —                    | —                    | —                    | —                    | —                    | —                    | —                    | —                    |                                                                     | Electricity EP |
| Feel About You (avec Mapei)                                                    | 2018  | —                    | —                    | —                    | —                    | —                    | —                    | —                    | —                    | —                    | —                    | —                    | —                    | —                    |                                                                     | Electricity EP |
| Loud (avec GoldLink & Desiigner)                                               | 2018  | —                    | 39                   | —                    | —                    | —                    | —                    | —                    | —                    | —                    | —                    | —                    | —                    | —                    |                                                                     | Electricity EP |
| Electricity (avec Dua Lipa)                                                    | 2018  | 4                    | 62                   | 5                    | 64                   | 22                   | 6                    | 17                   | 61                   | 89                   | 6                    | 13                   | 51                   | 46                   | - BPI: Platine - ARIA: Platine - BEA: Or - RIAA: Platine - SNEP: Or | Electricity EP |
| New Love (featuring Ellie Goulding)                                            | 2021  | 65                   | —                    | 12                   | —                    | —                    | —                    | —                    | —                    | —                    | —                    | —                    | —                    | —                    |                                                                     |                |
| "—" signifie que le single n'est pas sorti ou ne s'est pas classé dans le pays |       |                      |                      |                      |                      |                      |                      |                      |                      |                      |                      |                      |                      |                      |                                                                     |                |

### Remixes
- 2019 : Robyn - Missing U (Silk City & Picard Brothers Remix)

## Prix et nominations

### Grammy Awards
| Année | Catégorie                     | Titre       | Résultat |
| ----- | ----------------------------- | ----------- | -------- |
| 2019  | Meilleur enregistrement dance | Electricity | Lauréat  |

### International Dance Music Awards
| Année | Catégorie                          | Titre       | Résultat   |
| ----- | ---------------------------------- | ----------- | ---------- |
| 2019  | Meilleure chanson pop/électronique | Electricity | Nomination |